# Umbrina ronchus
Umbrina ronchus är en fiskart som beskrevs av Valenciennes, 1843. Umbrina ronchus ingår i släktet Umbrina och familjen havsgösfiskar. Inga underarter finns listade i Catalogue of Life.

## Bildgalleri

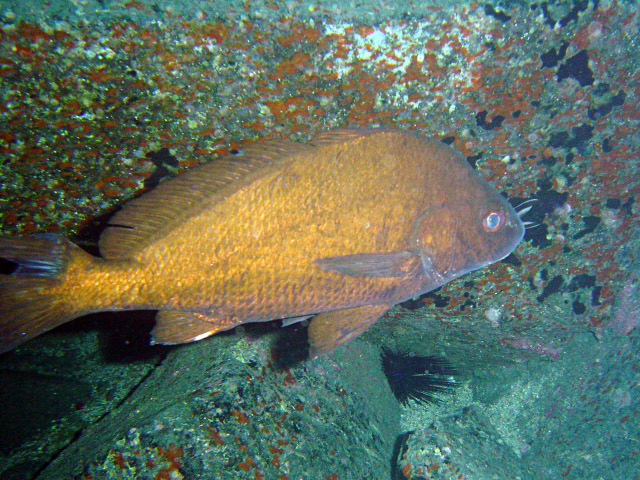